# Audi A6
Audi A6 je automobil iz gornje srednje klase njemačke marke Audi i proizvodi se od 1994. godine.

## Audi A6 C4
Prva generacija, model C4 (Tip 4A), se proizvodio od 1994. – 1997. godine.
Model C4 se razvio od modela Audi 100. Izmjena modela se je temeljila na vanjskom uređenju tj. promjena svjetala (prednjih i stražnjih), pokazivača smjera, promjena prednje haube, blatobrana i oba odbojnika, lajsni na vratima i krovu (krom lajsne za neke modele).  
U unutrašnjosti nije bilo tako značajnih promjena (volan, zamjena anlognog brojača kilometara digitalnim te još neke sitnice). Osim novih 2.8 30v (193ks) i 2.5 tdi (140ks) motora, izbor je ostao jednak kao i kod modela 100 samo što je motor 2,3 ukinut na nekim tržištima i stoga su modeli A6 s tim motorom u današnje vrijeme jako rijetki.  
Razlika između modela A6 i S6 nije jako velika, osim motora, a vidljiva je naročito po blatobranima (rubovi blatobrana na S6 su znatno više izbačeni prema van, tj. prošireni), prednjem braniku i znatno većim kočionim čeljustima i diskovima. Također modeli S6 imaju u unutrašnjosti bijelu boju pozadine pokazivača brzine i ostalih satova, za razliku od A6 koji ima crnu, a model S6 PLUS ima plavu.

### Motori
Benzin
| Model                     | Broj ventila              | Obujam cm³                | Max. snaga kW (ks) pri min-1 | Max. broj okretaja Nm pri min-1 | Proizvodnja               |                           |
| Redni motori s 4 cilindra | Redni motori s 4 cilindra | Redni motori s 4 cilindra | Redni motori s 4 cilindra    | Redni motori s 4 cilindra       | Redni motori s 4 cilindra | Redni motori s 4 cilindra |
| ------------------------- | ------------------------- | ------------------------- | ---------------------------- | ------------------------------- | ------------------------- | ------------------------- |
| 1.8                       | 20                        | 1781 cm³                  | 92 kW (125 ks) / 5800        | 173 Nm / 3950                   | 10/1995 – 10/1997         |                           |
| 2.0                       | 8                         | 1984 cm³                  | 74 kW (101 ks) / 5500        | 157 Nm / 2750                   | 06/1994 – 06/1996         |                           |
| 2.0E                      | 8                         | 1984 cm³                  | 85 kW (115 ks) / 5400        | 168 Nm / 3200                   | 06/1994 – 06/1996         |                           |
| 2.0E                      | 16                        | 1984 cm³                  | 103 kW (140 ks) / 5900       | 185 Nm / 4500                   | 06/1994 – 10/1997         |                           |
| Redni motori s 5 cilindra |                           |                           |                              |                                 |                           |                           |
| 2.2 (S6)                  | 20                        | 2226 cm³                  | 169 kW (230 ks) / 5900       | 350 Nm / 1950                   | 06/1994 – 07/1997         |                           |
| 2.3E                      | 10                        | 2309 cm³                  | 98 kW (133 ks) / 5500        | 186 Nm / 4000                   | 06/1994 – 06/1996         |                           |
| V6                        |                           |                           |                              |                                 |                           |                           |
| 2.6E                      | 12                        | 2598 cm³                  | 110 kW (150 ks) / 5750       | 225 Nm / 3500                   | 06/1994 – 10/1997         |                           |
| 2.8E                      | 12                        | 2771 cm³                  | 128 kW (174 ks) / 5500       | 245 Nm / 3000                   | 06/1994 – 10/1997         |                           |
| 2.8E                      | 30                        | 2771 cm³                  | 142 kW (193 ks) / 6000       | 280 Nm / 3200                   | 10/1995 – 10/1997         |                           |
| V8                        |                           |                           |                              |                                 |                           |                           |
| S6 4.2                    | 32                        | 4172 cm³                  | 213 kW (290 ks) / 5800       | 400 Nm / 4000                   | 09/1994 – 10/1997         |                           |
| S6 Plus                   | 32                        | 4172 cm³                  | 240 kW (326 ks) / 6500       | 400 Nm / 3500                   | 03/1996 – 10/1997         |                           |

Diesel
| Model                     | Broj ventila              | Obujam cm³                | Max. snaga kW (ks) pri min-1 | Max. broj okretaja Nm pri min-1 | Proizvodnja               |                           |
| Redni motori s 4 cilindra | Redni motori s 4 cilindra | Redni motori s 4 cilindra | Redni motori s 4 cilindra    | Redni motori s 4 cilindra       | Redni motori s 4 cilindra | Redni motori s 4 cilindra |
| ------------------------- | ------------------------- | ------------------------- | ---------------------------- | ------------------------------- | ------------------------- | ------------------------- |
| 1.9 TDI                   | 8                         | 1896 cm³                  | 66 kW (90 ks) / 4000         | 202 Nm / 1900                   | 07/1994 – 06/1996         |                           |
| 1.9 TDI                   | 8                         | 1896 cm³                  | 66 kW (90 ks) / 4000         | 202 Nm / 1900                   | 07/1996 – 10/1997         |                           |
| Redni motori s 5 cilindra |                           |                           |                              |                                 |                           |                           |
| 2.5 TDI                   | 10                        | 2461 cm³                  | 85 kW (115 ks) / 4000        | 265 Nm / 1900                   | 06/1994 – 10/1997         |                           |
| 2.5 TDI                   | 10                        | 2461 cm³                  | 103 kW (140 ks) / 4000       | 290 Nm / 1900                   | 10/1994 – 10/1997         |                           |

### Verzije
- Limuzina
- Avant
- S6
- S6 plus

## Audi A6 C5
Druga generacija, model C5 (Tip 4B), se proizvodio od 1997. – 2004. godine.

Kod modela A8-D2 karoserija je u potpunosti izrađena od aluminija, čime se je smanjila težina automobila.(1460 kg 2.8) 

Izbor motora je nadopunjen s 2.4 v6 motorom (164 ks), 2.7 biturbo motorom i 3.0 v6 s 220 konjskih snaga, kao i razne varijante tdi motora.
Iz izbora motora ispao je 2.6 motor, kao i petero-cilindrični diesel motori. (Zbog velike dužine, ne stane u motorni prostor)

### Motori

#### Do polovice 2001.
Benzin
| Model                     | Obujam cm³                | Broj ventila              | Max. snaga kW (ka) pri min-1 | Max. broj okretaja Nm pri min-1 | Proizvodnja               |                           |                           |
| Redni motori s 4 cilindra | Redni motori s 4 cilindra | Redni motori s 4 cilindra | Redni motori s 4 cilindra    | Redni motori s 4 cilindra       | Redni motori s 4 cilindra | Redni motori s 4 cilindra | Redni motori s 4 cilindra |
| ------------------------- | ------------------------- | ------------------------- | ---------------------------- | ------------------------------- | ------------------------- | ------------------------- | ------------------------- |
| 1.8                       | 1781                      | 20                        | 92 (125)/5800                | 168/3500                        | 12/1997 – 04/2001         |                           |                           |
| 1.8 T                     | 1781                      | 20                        | 110 (150)/5700               | 210/1750–4600                   | 04/1997 – 05/2001         |                           |                           |
| 1.8 T                     | 1781                      | 20                        | 132 (180)/6000               | 235/2000–4600                   | 11/1997 – 10/2000         |                           |                           |
| V6                        |                           |                           |                              |                                 |                           |                           |                           |
| 2.4                       | 2393                      | 30                        | 100 (136)/5750               | 230/3200                        | 08/1997 – 05/2001         |                           |                           |
| 2.4                       | 2393                      | 30                        | 120 (163)/6000               | 230/3200                        | 11/1998 – 05/2001         |                           |                           |
| 2.4                       | 2393                      | 30                        | 121 (165)/6000               | 230/3200                        | 04/1997 – 05/2001         |                           |                           |
| 2.7 T                     | 2671                      | 30                        | 169 (230)/5800               | 310/1700–4600                   | 02/1999 – 05/2001         |                           |                           |
| 2.7 T                     | 2671                      | 30                        | 184 (250)/5800               | 350/1800–4500                   | 05/2000 – 05/2001         |                           |                           |
| 2.8                       | 2771                      | 30                        | 142 (193)/6000               | 280/3200                        | 04/1997 – 05/2001         |                           |                           |
| V8                        |                           |                           |                              |                                 |                           |                           |                           |
| 4.2                       | 4172                      | 40                        | 220 (300)/6200               | 400/3000–4000                   | 04/1999 – 05/2001         |                           |                           |
| S6                        | 4172                      | 40                        | 250 (340)/7000               | 420/3400                        | 09/1999 – 05/2001         |                           |                           |

Diesel
| Model                     | Obujam cm³                | Broj ventila              | Max. snaga kW (ka) pri min-1 | Max. broj okretaja Nm pri min-1 | Proizvodnja               |                           |                           |
| Redni motori s 4 cilindra | Redni motori s 4 cilindra | Redni motori s 4 cilindra | Redni motori s 4 cilindra    | Redni motori s 4 cilindra       | Redni motori s 4 cilindra | Redni motori s 4 cilindra | Redni motori s 4 cilindra |
| ------------------------- | ------------------------- | ------------------------- | ---------------------------- | ------------------------------- | ------------------------- | ------------------------- | ------------------------- |
| 1.9 TDI                   | 1896                      | 8                         | 81 (110)/4150                | 235/1900                        | 04/1997 – 04/2001         |                           |                           |
| 1.9 TDI                   | 1896                      | 8                         | 85 (115)/4000                | 285/1900                        | 01/1998 – 04/2001         |                           |                           |
| V6                        |                           |                           |                              |                                 |                           |                           |                           |
| 2.5 TDI                   | 2496                      | 24                        | 110 (150)/4000               | 310/1500−3200                   | 04/1997 – 05/2001         |                           |                           |
| 2.5 TDI                   | 2496                      | 24                        | 132 (180)/4000               | 370/1500–2500                   | 11/1999 – 05/2001         |                           |                           |

#### Od polovice 2001.
Benzin
| Model                     | Obujam cm³                | Broj ventila              | Max. snaga kW (ka) pri min-1 | Max. broj okretaja Nm pri min-1 | Proizvodnja               |                           |
| Redni motori s 4 cilindra | Redni motori s 4 cilindra | Redni motori s 4 cilindra | Redni motori s 4 cilindra    | Redni motori s 4 cilindra       | Redni motori s 4 cilindra | Redni motori s 4 cilindra |
| ------------------------- | ------------------------- | ------------------------- | ---------------------------- | ------------------------------- | ------------------------- | ------------------------- |
| 1.8 T                     | 1781                      | 20                        | 110 (150)/5700               | 210/1750–4600                   | 06/2001 – 05/2005         |                           |
| 2.0                       | 1984                      | 20                        | 96 (130)/5700                | 195/3300                        | 06/2001 – 01/2005         |                           |
| V6                        |                           |                           |                              |                                 |                           |                           |
| 2.4                       | 2393                      | 30                        | 100 (136)/5750               | 230/3200                        | 06/2001 – 01/2005         |                           |
| 2.4                       | 2393                      | 30                        | 125 (170)/6000               | 230/3200                        | 06/2001 – 01/2005         |                           |
| 2.7 T                     | 2671                      | 30                        | 184 (250)/5800               | 350/1800–4500                   | 06/2001 – 08/2005         |                           |
| 3.0                       | 2976                      | 30                        | 162 (220)/6300               | 300/3200                        | 06/2001 – 01/2005         |                           |
| V8                        |                           |                           |                              |                                 |                           |                           |
| 4.2                       | 4172                      | 40                        | 220 (300)/6200               | 400/3000–4000                   | 06/2001 – 08/2005         |                           |
| S6                        | 4172                      | 40                        | 250 (340)/7000               | 420/3400                        | 06/2001 – 01/2005         |                           |
| RS6                       | 4172                      | 40                        | 331 (450)/5700–6400          | 560/1950–5600                   | 07/2002 – 09/2004         |                           |
| RS6 plus                  | 4172                      | 40                        | 353 (480)/6000–6400          | 560/1950–6000                   | 04/2004 – 09/2004         |                           |

Diesel
| Model                     | Obujam cm³                | Broj ventila              | Max. snaga kW (ka) pri min-1 | Max. broj okretaja Nm pri min-1 | Proizvodnja               |                           |
| Redni motori s 4 cilindra | Redni motori s 4 cilindra | Redni motori s 4 cilindra | Redni motori s 4 cilindra    | Redni motori s 4 cilindra       | Redni motori s 4 cilindra | Redni motori s 4 cilindra |
| ------------------------- | ------------------------- | ------------------------- | ---------------------------- | ------------------------------- | ------------------------- | ------------------------- |
| 1.9 TDI                   | 1896                      | 8                         | 96 (130)/4000                | 285/1750–2500                   | 06/2001 – 01/2005         |                           |
| 1.9 TDI                   | 1896                      | 8                         | 96 (130)/4000                | 310/1900                        | 06/2001 – 01/2005         |                           |
| V6                        |                           |                           |                              |                                 |                           |                           |
| 2.5 TDI                   | 2496                      | 24                        | 114 (155)/4000               | 310/1400–3500                   | 06/2001 – 06/2002         |                           |
| 2.5 TDI                   | 2496                      | 24                        | 120 (163)/4000               | 310/1400–3600                   | 07/2002 – 08/2005         |                           |
| 2.5 TDI                   | 2496                      | 24                        | 120 (163)/4000               | 350/1500–3000                   | 02/2003 – 01/2005         |                           |
| 2.5 TDI                   | 2496                      | 24                        | 132 (180)/4000               | 370/1500–2500                   | 06/2001 – 08/2005         |                           |

### Verzije
- Limuzina
- Avant
- Allroad quattro
- S6
- RS6

## Audi A6 C6
Treća generacija, model C6 (Tip 4F), se proizvodio se od 2004. do 2011. godine. 
Prvi facelifting je bio 2008. godine.

### Motori
Benzin
| Model                     | Obujam cm³                | Broj ventila              | Max. snaga kW (ka) pri min-1 | Max. broj okretaja Nm pri min-1 | Proizvodnja               |                           |
| Redni motori s 4 cilindra | Redni motori s 4 cilindra | Redni motori s 4 cilindra | Redni motori s 4 cilindra    | Redni motori s 4 cilindra       | Redni motori s 4 cilindra | Redni motori s 4 cilindra |
| ------------------------- | ------------------------- | ------------------------- | ---------------------------- | ------------------------------- | ------------------------- | ------------------------- |
| 2.0 TFSI                  | 1984                      | 16                        | 125 (170) / 4300–6000        | 280 / 1800–4200                 | od 2005.                  |                           |
| V6                        |                           |                           |                              |                                 |                           |                           |
| 2.4                       | 2393                      | 24                        | 130 (177) / 6000             | 230 / 3000–5000                 | 2004–2008                 |                           |
| 2.8 FSI                   | 2773                      | 24                        | 140 (190) / 5000–6800        | 280 / 3000–4500                 | od 2008.                  |                           |
| 2.8 FSI                   | 2773                      | 24                        | 154 (210) / 5500–6800        | 280 / 3000–5000                 | 2007–2008                 |                           |
| 2.8 FSI                   | 2773                      | 24                        | 162 (220) / 5750–6800        | 280 / 3000–4500                 | od 2008                   |                           |
| 3.0 TFSI                  | 2995                      | 24                        | 213 (290) / 4850–6800        | 420 / 2500–4850                 | od 2008.                  |                           |
| 3.2 FSI                   | 3123                      | 24                        | 188 (255) / 6500             | 330 / 3250                      | 2004–2008                 |                           |
| V8                        |                           |                           |                              |                                 |                           |                           |
| 4.2                       | 4163                      | 32                        | 246 (335) / 6600             | 420 / 3500                      | 2004–2006                 |                           |
| 4.2 FSI                   | 4163                      | 32                        | 257 (350) / 6800             | 440 / 3500                      | od 2006.                  |                           |
| V10                       |                           |                           |                              |                                 |                           |                           |
| S6 (FSI)                  | 5204                      | 40                        | 320 (435) / 6800             | 540 / 3000–4000                 | od 2006.                  |                           |
| RS6 (TFSI)                | 4991                      | 40                        | 426 (580) / 6250–6700        | 650 / 1500–6250                 | od 2008.                  |                           |

Diesel
| Model                     | Obujam cm³                | Broj ventila              | Max. snaga kW (ka) pri min-1 | Max. broj okretaja Nm pri min-1 | Proizvodnja               |                           |
| Redni motori s 4 cilindra | Redni motori s 4 cilindra | Redni motori s 4 cilindra | Redni motori s 4 cilindra    | Redni motori s 4 cilindra       | Redni motori s 4 cilindra | Redni motori s 4 cilindra |
| ------------------------- | ------------------------- | ------------------------- | ---------------------------- | ------------------------------- | ------------------------- | ------------------------- |
| 2.0 TDI e                 | 1968                      | 16                        | 100 (136) / 4000             | 320 / 1750–2500                 | od 2008                   |                           |
| 2.0 TDI                   | 1968                      | 16                        | 103 (140) / 4000             | 320 / 1750–2500                 | 2004–2008                 |                           |
| 2.0 TDI                   | 1968                      | 16                        | 125 (170) / 4200             | 350 / 1750–2500                 | od 2008.                  |                           |
| V6                        |                           |                           |                              |                                 |                           |                           |
| 2.7 TDI                   | 2698                      | 24                        | 132 (180) / 3300–4250        | 380 / 1400–3300                 | 2004–2008                 |                           |
| 2.7 TDI                   | 2698                      | 24                        | 140 (190) / 3500–4400        | 400 / 1400–3500                 | od 2008.                  |                           |
| 3.0 TDI                   | 2967                      | 24                        | 165 (225) / 4000             | 450 / 1400–3250                 | 2004–2006                 |                           |
| 3.0 TDI                   | 2967                      | 24                        | 171 (233) / 4000             | 450 / 1400–3250                 | 2006–2008                 |                           |
| 3.0 TDI                   | 2967                      | 24                        | 176 (240) / 4000–4400        | 500 / 1400–3500                 | od 2008.                  |                           |

- Pogled ostraga na limuzinu (2004. – 2008.)
- Pogled na facelift
- Pogled ostraga na facelift limuzine
- Pogled ostraga na facelift Avanta
- Audi A6 Allroad quattro
- Audi S6 limuzina
- Motor Audija S6
- Audi RS6 limuzina

### Verzije
- Limuzina
- Avant
- Allroad quattro
- S6
- RS6

## Audi A6 C7
Četvrta generacija, model C7 (Tip 4G), se proizvodi se od 2011. godine.

### Motori
|                                   | 2.8 FSI                                       | 2.8 FSI quattro                               | 3.0 TFSI quattro                 | 2.0 TDI                            | 3.0 TDI                            | 3.0 TDI quattro                    | 3.0 TDI quattro                    | 3.0 TDI quattro                    |
| --------------------------------- | --------------------------------------------- | --------------------------------------------- | -------------------------------- | ---------------------------------- | ---------------------------------- | ---------------------------------- | ---------------------------------- | ---------------------------------- |
| Proizvodnja                       | od 03/2011.                                   | od 03/2011.                                   | od 03/2011.                      | od 03/2011.                        | od 03/2011.                        | od 03/2011.                        | od 03/2011.                        | od 08/2011.                        |
| Tip motora                        | V6-benzinski motor sa 'Audi valvelift system' | V6-benzinski motor sa 'Audi valvelift system' | V6-benzinski motor s kompresorom | Redni dizelski motor sa 4 cilindra | V6 dizelski motor sa Common Railom | V6 dizelski motor sa Common Railom | V6 dizelski motor sa Common Railom | V6 dizelski motor sa Common Railom |
| Cilindri/Ventili                  | 6/24                                          | 6/24                                          | 6/24                             | 4/16                               | 6/24                               | 6/24                               | 6/24                               | 6/24                               |
| Obujam                            | 2773 cm³                                      | 2773 cm³                                      | 2995 cm³                         | 1968 cm³                           | 2967 cm³                           | 2967 cm³                           | 2967 cm³                           | 2967 cm³                           |
| Snaga u kW (KS) pri 1/min:        | 150 (204)/5250–6500                           | 150 (204)/5250–6500                           | 220 (300)/5250–6500              | 130 (177)/4200                     | 150 (204)/3750–4500                | 150 (204)/3750–4500                | 180 (245)/4000–4500                | 230 (313)/                         |
| Max. broj okretaja u Nm pri 1/min | 280/3000–5000                                 | 280/3000–5000                                 | 440/2900–4500                    | 380/1750–2500                      | 400/1250–3500                      | 400/1250–3500                      | 500/1400–3250                      | 650/                               |
| Pogon                             | prednji pogon                                 | quattro                                       | quattro                          | prednji pogon                      | prednji pogon                      | quattro                            | quattro                            | quattro                            |
| Mjenjač                           | Multitronic                                   | S tronic                                      | S tronic                         | 6-stupanjski mjenjač               | multitronic                        | S tronic                           | S tronic                           | 8-stupanjski tiptronic             |
| Težina u kg                       | 1685                                          | 1755                                          | 1815                             | 1650                               | 1720                               | 1795                               | 1795                               |                                    |
| Vmax u km/h                       | 240                                           | 240                                           | 250                              | 228                                | 240                                | 240                                | 250                                | 250                                |
| 0–100 km/h u s                    | 7,7                                           | 8,1                                           | 5,5                              | 8,7                                | 7,2                                | 7,0                                | 6,1                                | 5,4                                |
| Potrošnja (ukupno) u l/100km      | 7,4                                           | 8,0                                           | 8,2                              | 4,9                                | 5,2                                | 5,7                                | 6,0                                |                                    |
| CO2 emisija u g/km (ukupno)       | 172                                           | 187                                           | 190                              | 129                                | 137                                | 149                                | 158                                |                                    |

### Verzije
- Limuzina
- Avant (od sredine/kraja 2011.)
- S6 (od kraja 2011.)

## Vanjske poveznice
- Audi Hrvatska  Arhivirana inačica izvorne stranice od 5. veljače 2008. (Wayback Machine)